# Diversidad sexual en Kuwait
La diversidad sexual en Kuwait se enfrenta a dificultades sociales en comparación con las personas no LGBT. La homosexualidad masculina es un delito y se castiga con multas o 7 años de prisión. La homosexualidad femenina siempre ha sido legal. Las personas LGBT son procesadas regularmente por el gobierno y enfrentar la estigmatización entre la población en general.

## Código penal
El artículo 193 del código penal de Kuwait prohíbe las «relaciones sexuales consentidas entre hombres mayores de edad (a partir de los 21 años)» con una pena de prisión de hasta siete años. El artículo 192 prohíbe también la relación entre hombres menores de 21 años.
El artículo 198 prohíbe que cualquier persona haga una «señal o acto lascivo» en un lugar público. En 2008, la ley se amplió para prohibir también «imitar la apariencia de un miembro del sexo opuesto» con multas o prisión. Esta disposición fue anulada por el Tribunal Constitucional de Kuwait en febrero de 2022, que dictaminó que procesar a los ciudadanos en virtud del código violaba sus libertades personales y que la ley era «excesivamente vaga».
En septiembre de 2013, se anunció que los miembros del Consejo de Cooperación para los Estados Árabes del Golfo acordaron discutir la propuesta de establecer una «prueba de homosexualidad» para prohibir la entrada de extranjeros homosexuales a uno de los países. Sin embargo, al ser uno de los países miembros, Catar, sede de la Copa Mundial de Fútbol de 2022, uno de los países miembros, se desistió de aplicar la prueba debido al temor el temor de crear una disputa internacional en caso de que los aficionados al fútbol que se identifican como miembros de la comunidad LGBT fueran seleccionados para realizarla.

## Activismo
En Kuwait, no existe ninguna asociación u organización benéfica conocida para hacer campaña por los derechos LGBT u organizar eventos educativos y sociales para la comunidad LGBT. 
En 2007, el canal de noticias, Al-Arabiya, informó que un grupo de kuwaitíes había solicitado un permiso para formar una nueva asociación que defendería los derechos de los kuwaitíes queer. En julio de 2019, el grupo anunció que volvería a solicitar un permiso al gobierno para la conformación de la organización, en respuesta a las medidas del Ministerio de Comercio contra los símbolos que representan a la comunidad LGBT.